# 12. Flak-Division
A 12. Flak-Division (em português: Décima-segunda Divisão Antiaérea) foi uma divisão de defesa antiaérea da Luftwaffe durante a Alemanha Nazi, que prestou serviço na Segunda Guerra Mundial. Foi formada a partir da Flak-Brigade IX.

## Comandantes
- Rudolf Eibenstein (22 de setembro de 1941 - 1 de dezembro de 1941)[2]
- Gotthard Frantz (1 de dezembro de 1941 - 20 de dezembro de 1942)[2]
- Ernst Buffa (21 de dezembro de 1942 - 25 de abril de 1944)[2]
- Werner Prellberg (25 de abril de 1944 - 9 de maio de 1945)[2]